# اودیل فن آنهولت
اودیل فن آنهولت (هلندی: Odile van Aanholt؛ زادهٔ ۱۴ ژانویهٔ ۱۹۹۸) قایقران زن قایق بادبانی اهل هلند است.